# Phytoseius marumbus
Phytoseius marumbus är en spindeldjursart som beskrevs av E.M. El-Banhawy 1984. Phytoseius marumbus ingår i släktet Phytoseius och familjen Phytoseiidae. Inga underarter finns listade i Catalogue of Life.